# Тлумач
Тлу́мач (укр. Тлумач, до 1939 года — Толмач, укр. Товмач) — город в Ивано-Франковском районе Ивано-Франковской области Украины. Административный центр Тлумачской общины.
Расположен на берегу реки Тлумач, в 27 км от областного центра и железнодорожной станции Ивано-Франковск. Через город проходит автомагистраль Снятин-Тязев.

## Население
В январе 1989 года численность населения составляла 8667 человек.
На 1 января 2013 года численность населения составляла 8829 человек.

### Языковой состав
Родной язык населения по данным переписи 2001 года:
| Язык       | Численность, чел. | Доля     |
| ---------- | ----------------- | -------- |
| Украинский | 8 572             | 99,30 %  |
| Другое     | 60                | 0,70 %   |
| Итого      | 8 632             | 100,00 % |

## История
При раскопках, проводимых на окраине города в 1930-х годах, обнаружено захоронение эпохи ранней и поздней бронзы.

### Галицкое княжество
Возникновение города Тлумач относится к XII веку во времена Галицкого княжества. В княжение Ярослава Осмомысла недалеко от Днестра, вблизи важных торговых путей, идущих из Галича на восток, было основано поселение толмачей. Здесь жили княжеские люди, которые несли таможенную службу. Они оформляли торговые дела княжеского двора, были переводчиками при переговорах с представителями иностранных государств. Именно этим и объясняется название поселения Толмач (на польском языке — Тлумач). Он упоминается в Ипатьевской летописи под 1213 годом.

### Польский период
В 1370 году Тлумачем владеют родственники крупного феодала Николая Корытко, а в 1396 году все земли его окрестностей король передает шляхтичу Владиславу Опольскому.
В конце XIV—XV вв. в Толмачах развивались ремёсла. Среди жителей появляются кузнецы, седляры, цирюльники, маляры. Мещане занимались также земледелием. В 1448 году Тлумач получил магдебургское право, а 1511 году король дарует ему право ежегодной и еженедельной ярмарки.
В конце XVI века положение мещан ещё больше[уточнить]
ухудшается в связи с нападениями иноземных захватчиков — татар и турок. В 1594 году Тлумач сожгли татары. Не успели город отстроить, как в 1617—1618 годах снова он был сожжен во время нового татарского набега. Люстрация 1621 года свидетельствует об упадке экономической жизни и значительное уменьшение населения города.
В период освободительной войны осенью 1648 года, восстали мещане Тлумача, объединившись с крестьянами окрестных деревень. Полковником выбрали мещанина Ярему Поповича. Город оказался в руках повстанцев и был превращен в их опорный пункт. Отряд захватывает помещичье имение и замки в селах Палагичи, Живачев, замок и костёл в Толмачах, двор шляхтича Яблоповского.
В ходе освободительной войны город несколько раз переходил из рук в руки. Толмач был вовсе разрушен. В течение второй половины XVII века город постепенно отстраивается. Заметно развивается Тлумач в XVIII веке, растёт его население: 1775 году в городе было уже 860 жителей, а 1786 года — 1014 жителей.
С первой половины XVIII века Толмачом владели магнаты Потоцкие. Они имели здесь два поместья, сады и парки, им предстояло 1223 морги земли. А между тем в распоряжении 504 дворов горожан было 1397 моргов пахотной земли, 1035 моргов сенокосов, 287 моргов леса. Но хозяйства мещан не были равноценными: наряду с богатыми существовали и такие, которые имели только огороды в морг, или 250—300 кв. саженей под домом и садом, 14 % были совсем безземельными. Бедные слои населения испытывали основное бремя всевозможных налогов, платили феодалам множество податей. В 1789 году население города заплатило 1258 флоринов 59 крейцеров налогов.

### Австрийский период
На конец XVIII века Толмач выглядел типичным феодальным городком с отдельными улицами: Тисменицкого, Палагицкою, Войтивскою и несколькими меньшими улочками. Работали две школы, дом убогих (так называлась больница). В 1810 году Тлумацкое староство (Тлумач, сёла Надорожная, Долина, Озеряны, Грушка, Бортники и т. п.) передастся графа Дзедушицкого, которые и владели им до 50-х годов XIX века.
На помещичьих полях выращивался картофель, его сбор требовал одновременно большого количества рабочих рук, а потому становился необходимым труд по вольному найму. В 3-х фольварках Тлумацкого ключа, при которых было всего 477 хозяйств, в 1833 году на уборке картофеля работало 1016 наёмных работников.
Крупные землевладельцы активно включаются в торгово-предпринимательскую деятельность. С годового дохода Тлумацкого ключа с 1807 года, который составлял 108,5 тыс. злотых, 88,9 тыс. злотых давали продукты барщинного труда крепостных. Помещик продавал зерно, скот, продукты животноводства, лесные материалы и др.
В 1838 году граф Дзедушицкий в Толмачах строит сахарный завод. Уже в 1843 году здесь была паровая машина, столярно-плотничных мастерские, кирпичные и т. н. В сезон сахароварения на заводе работало до 800 человек, а годовой оборот предприятия достигал 2,5 млн злотых. 1844 году во всей Галиции перерабатывалось 550 тыс. центнеров сахарной свёклы, из них 510 тыс. центнеров — в Толмачах. Но выход сахара на то время составлял всего 5 %. Поэтому в одном из лучших годов 1844 — завод производил только 30 тысяч центнеров сахара. В 50-х годах создаётся акционерное объединение сахарников, совершившему реконструкцию предприятия, благодаря чему возросла его мощность до 43-70 тыс. центнеров рафинированного сахара в год. В тот период завод достиг наибольшей производительности и стал одним из мощнейших сахарных предприятий в Европе. Он просуществовал до 1882 года и из-за нерентабельности был закрыт.
На сахарном течение сезона работало 4-5 тысяч рабочих, преимущественно из окрестных сёл. Откликом на восстание польских буржуазных демократов в Кракове и антифеодальное восстание крестьян Западной Галиции (февраль 1846 года) были волнения рабочих Тлумацкого сахарного завода, где вели агитацию эмиссары польских повстанцев. Выступлением руководила организованная группа рабочих. Австрийская власть характеризовала его как «политический заговор». Было арестовано и заключено немало рабочих и агитаторов польских повстанцев. Арестованные, как показывало следствие, «делали революцию» и призывали к свержению власти австрийской монархии, уничтожению шляхты и освобождению крестьян от крепостной зависимости. На завод для подавления выступлений рабочих прибыл военный отряд. Весной 1846 года в Толмаче и его окрестностях действовали группы польских повстанцев. Местная власть усилила военный гарнизон и провела аресты среди сочувствующих повстанцам. В числе 13 узников были организаторы заговора — Феликс Томчинский, Згурский и Пужанский.
После реформы 1848 года несколько оживляется экономическое развитие Тлумача. Теперь это преимущественно еврейское местечко: 1756 евреев в 1888 году (43 % от общего числа), 2097 (39 %) в 1900 и 2082 (36 %) в 1910 году.
В начале XX века разворачивается забастовочное движение на предприятиях Тлумача, который особенно усиливается под влиянием первой русской революции. Крестьяне Тлумача и уезда участвовали в крестьянских сходах в Коломые, где они выдвигали ряд политических и экономических требований.

### Первая мировая война
В годы Первой мировой войны город очень пострадал. В течение февраля-июня 1915 году здесь шли упорные бои между русскими и австро-венгерскими войсками. Толмач неоднократно переходил из рук в руки. В феврале 1917 году его вновь заняли российские войска, но вскоре вынуждены были отступить. Толмач был разрушен, остались только отдельные каменные дома. Пришла в упадок промышленность, транспорт, торговля.

### Межвоенный период
Во время второй польской республики Тлумач был уездным городом (гминой). В 1921 году его население составляло около 5000 человек, состоявшее в основном из поляков, евреев (2012 человек) и армян. Украинцы преимущественно жили в не городе а в сёлах вокруг города. Большинство жителей Тлумача не имели возможности пользоваться медицинской помощью, учить своих детей в школах. На весь Тлумач были лишь 6 частных врачей и аптека. И хотя здесь работали 7-классные мужская и женская украинская школы, начальная украинская школа, польская государственная гимназия и польская частная женская семинария, однако значительная часть детей оставалась вне учёбы. в Толмаче было небольшое польское театральное общество и культурно-просветительные общества «Просвіта» и «Каменяр».

### 1939—1991
В сентябре 1939 года Тлумач вошёл в состав СССР и стал районным центром в составе Станиславской области УССР (в 1962 году переименована в Ивано-Франковскую область).
В ходе Великой Отечественной войны 5 июля 1941 года был оккупирован немецко-фашистскими войсками. В период оккупации всё еврейское население было уничтожено.
Освобождён 29 марта 1944 года войсками 1-го Украинского фронта в ходе Проскуровско-Черновицкой операции:
- 1-я танковая армия (СССР) — 8-й гвардейский механизированный корпус (генерал-майор Дрёмов Иван Фёдорович) в составе: 19-й гвардейской механизированной бригады (полковник Липатенков Фёдор Петрович), 21-й гвардейской механизированной бригады (полковник Яковлев Иван Иванович).

Вторично оккупирован 18 апреля 1944 года. Освобождён 25 июля 1944 года войсками 1-го Украинского фронта в ходе Львовско-Сандомирской операции:
- 1-я гвардейская армия — 237-я стрелковая дивизия (генерал-майор Дрёмин Дмитрий Феоктистович) 18-го гвардейского стрелкового корпуса (генерал-майор Афонин Иван Михайлович)[6].

Выжившие поляки и армяне после 1945 года были вынуждены покинуть Тлумач, большинство из них поселились в Нижней Силезии, где они организовали ассоциацию жителей Тлумача, которая находится в Вроцлаве.
В середине 1970-х годов здесь действовали комбикормовый завод и сельскохозяйственный техникум бухгалтерского учёта. В 1979 году здесь был построен кинотеатр «Тлумач» с залом на 500 мест.
В мае 1995 года Кабинет министров Украины утвердил решение о приватизации находившейся здесь райсельхозхимии, в июле 1995 года было утверждено решение о приватизации райсельхозтехники.

## Галерея

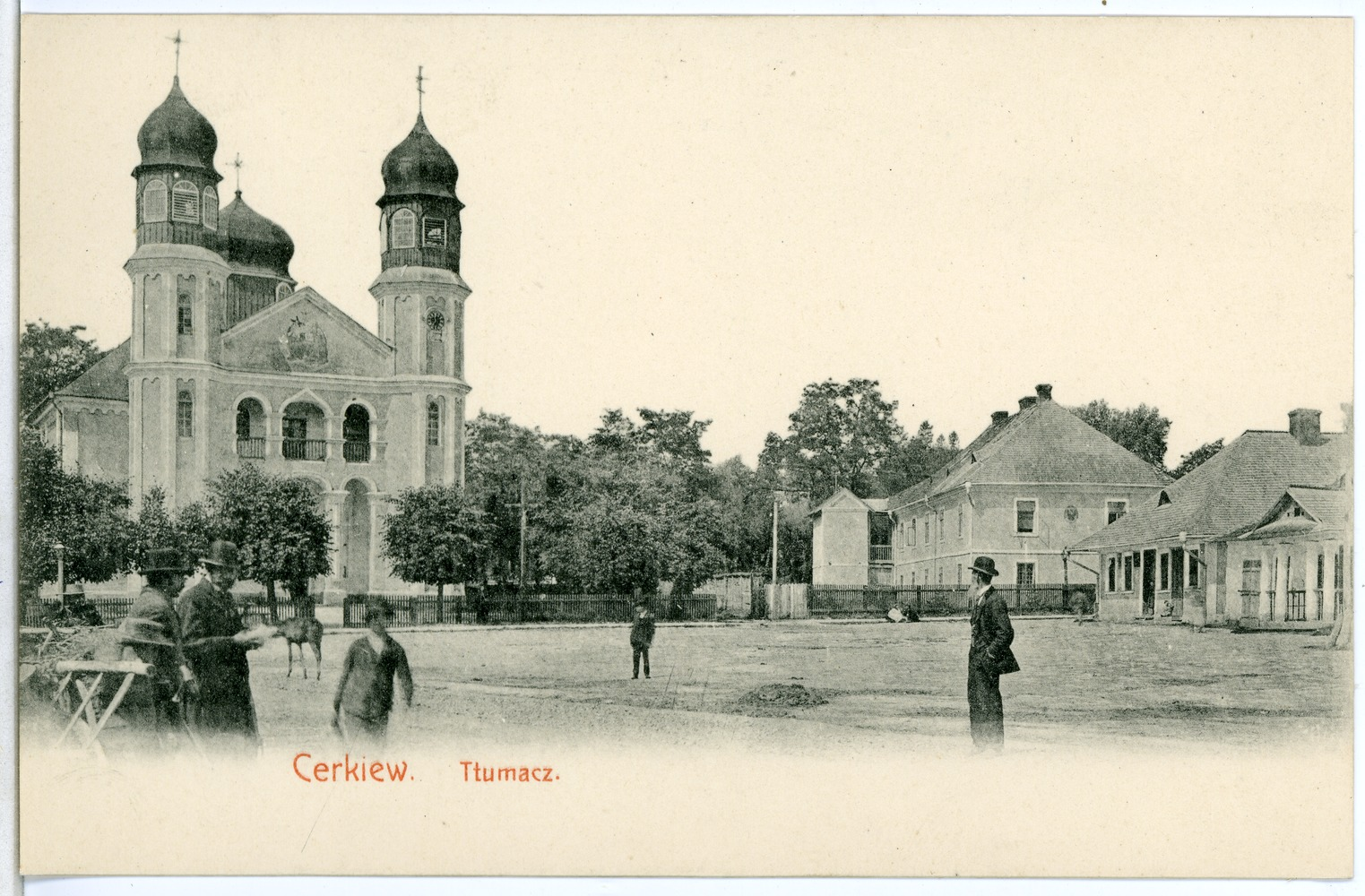
Церковь в городе Тлумач. Фото 1903 года
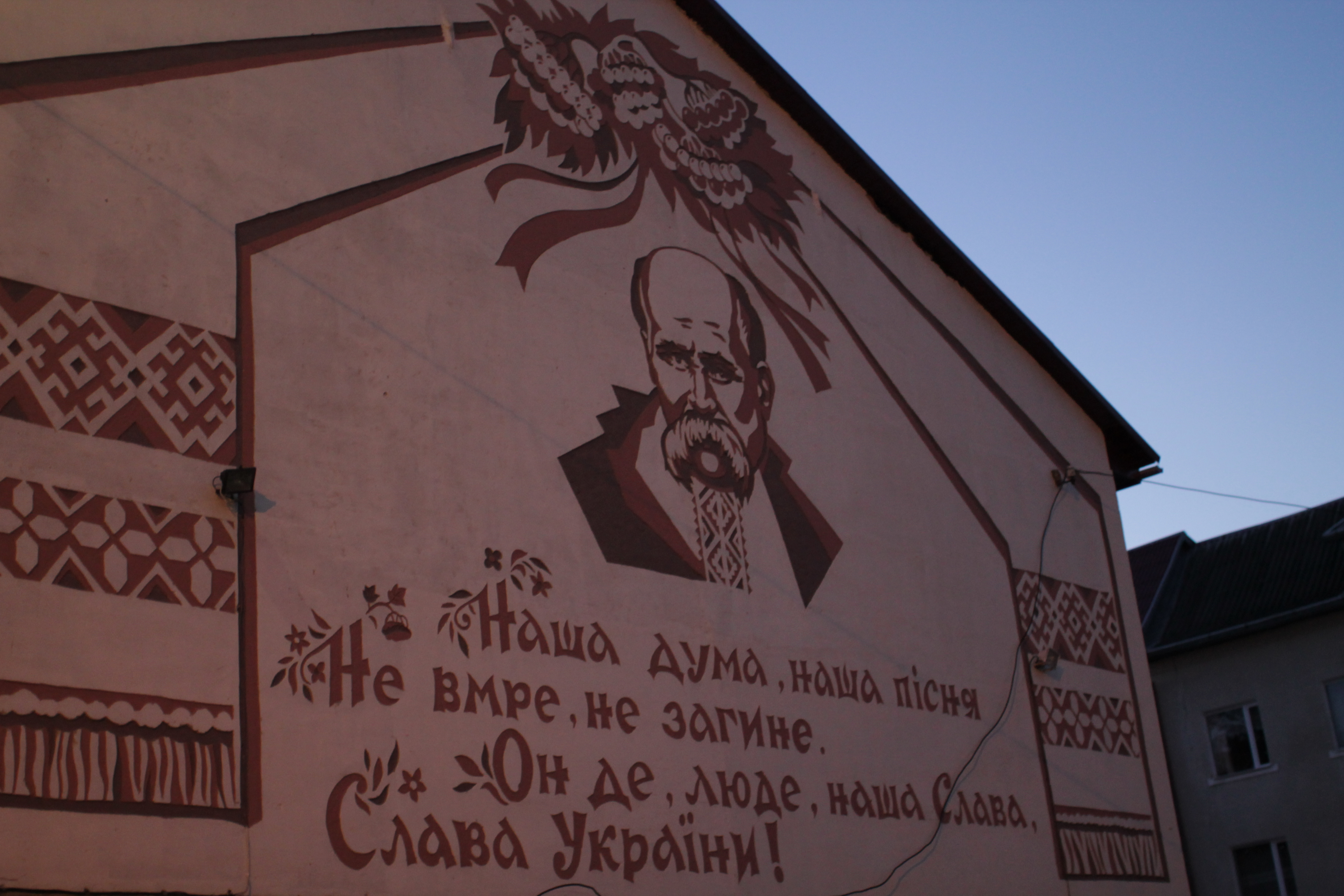
Изображение украинского поэта Тараса Шевченко на одном из зданий
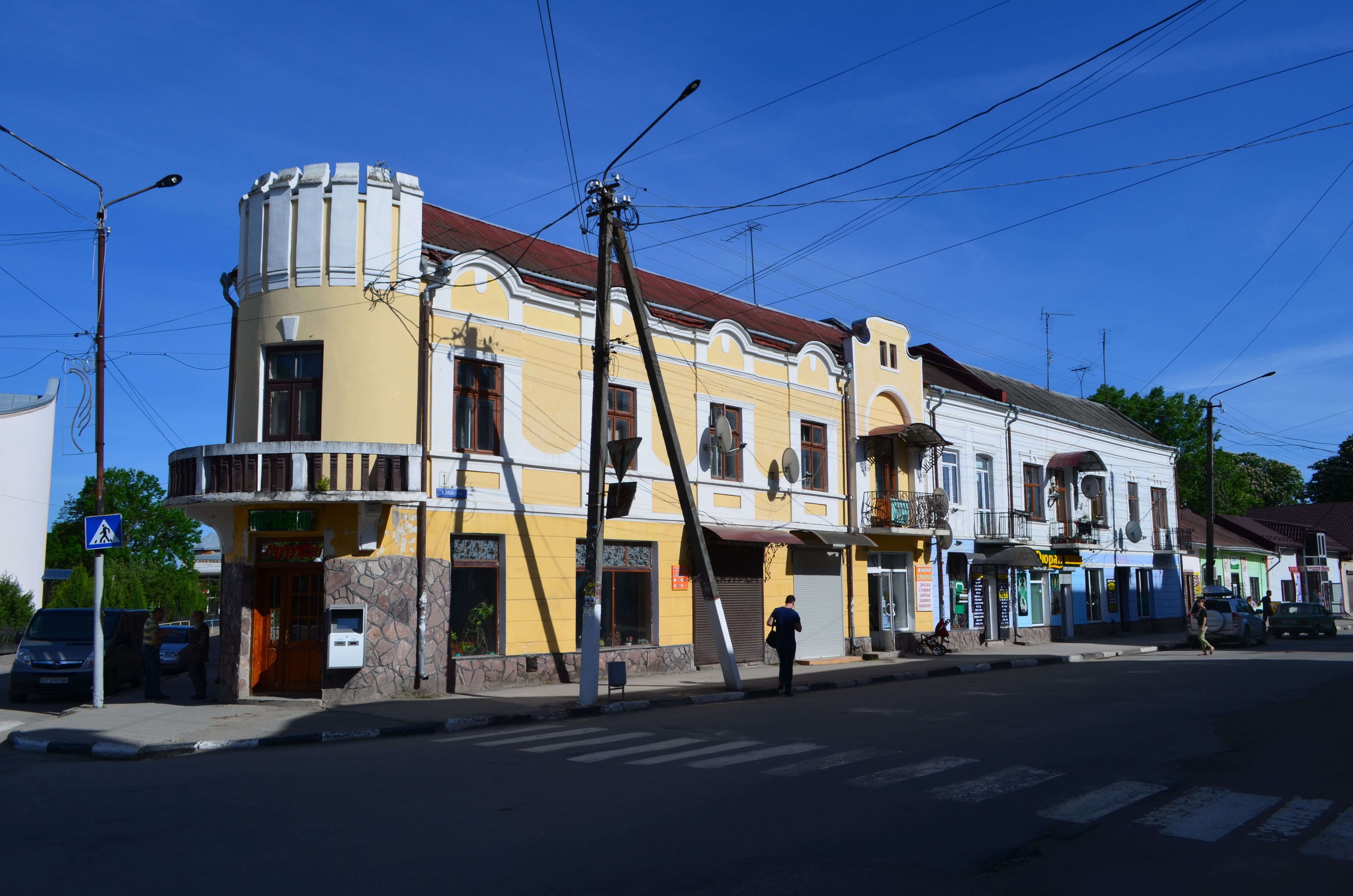
Архитектура городских зданий. Ул. Макуха
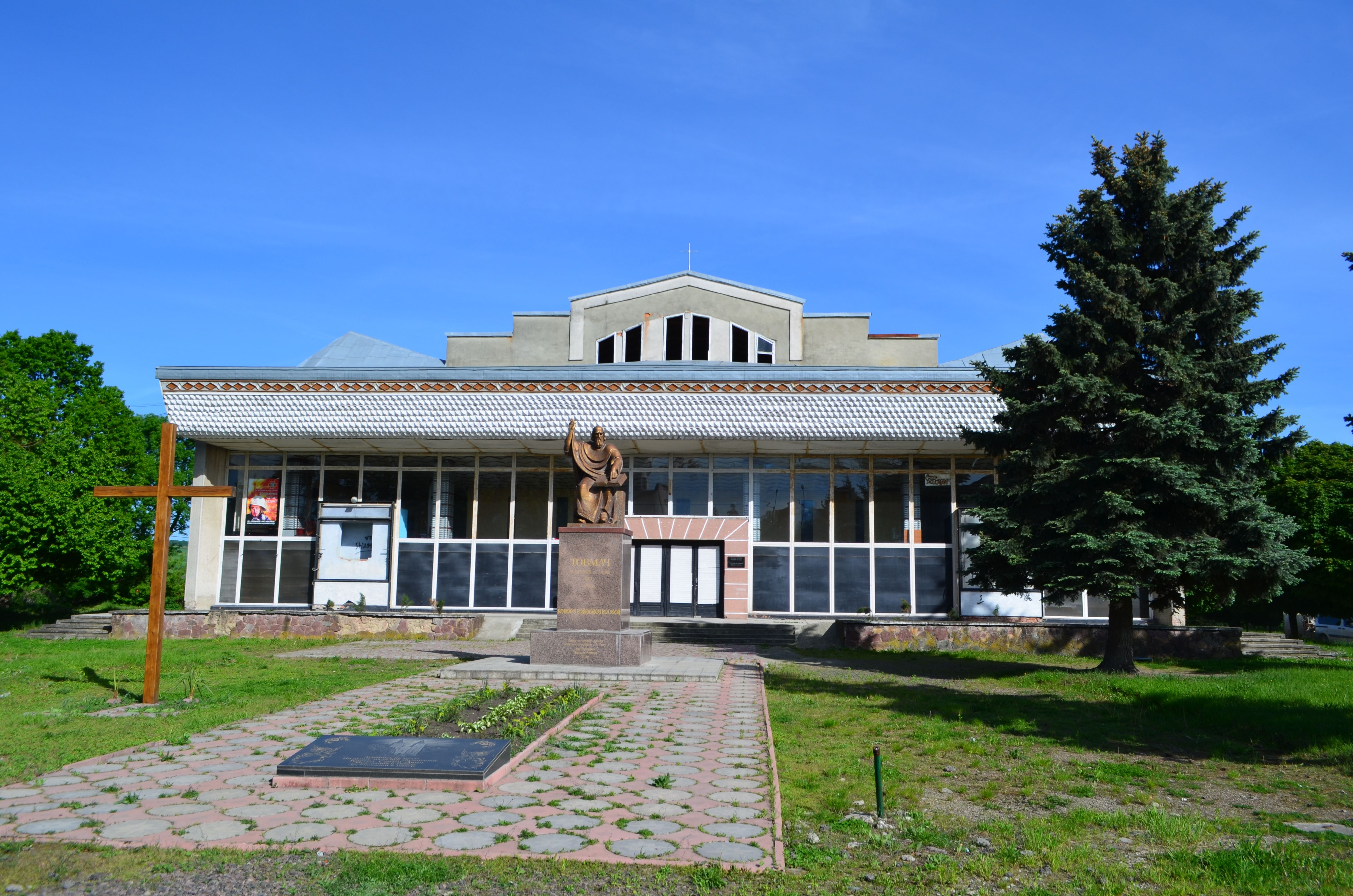
Кинотеатр

## Известные личности
- Давид Дирингер (1900—1975), британский лингвист — родился в Тлумаче.
- Марийка Подгорянка (1881—1963), украинская поэтесса, проживала и работала в 1929—1957 годах.
- Шептекита, Валерий Иванович (1940—2021) — народный артист Украины.